# Голосіївський парк імені Максима Рильського

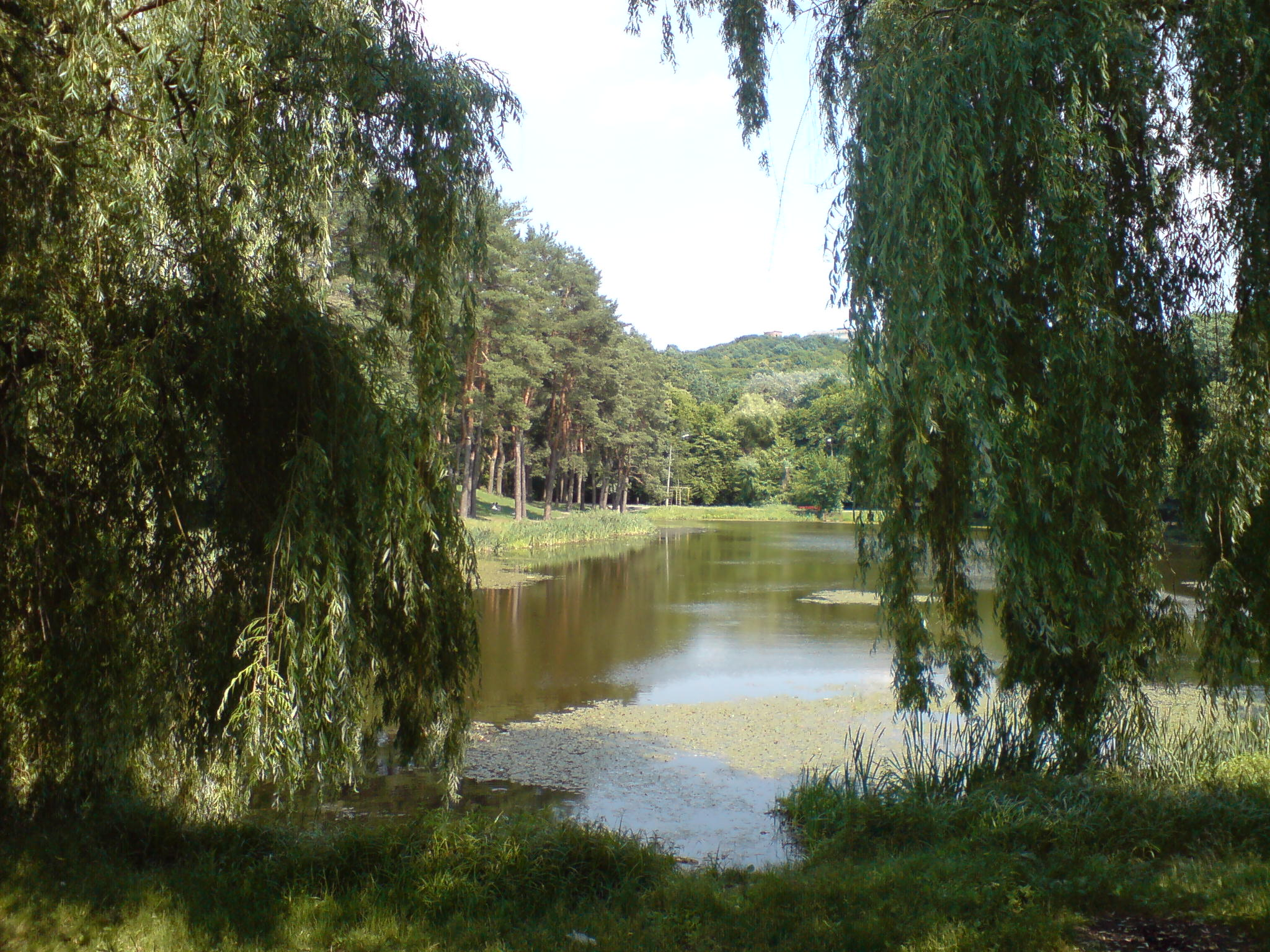
Біля Горіхуватських ставків

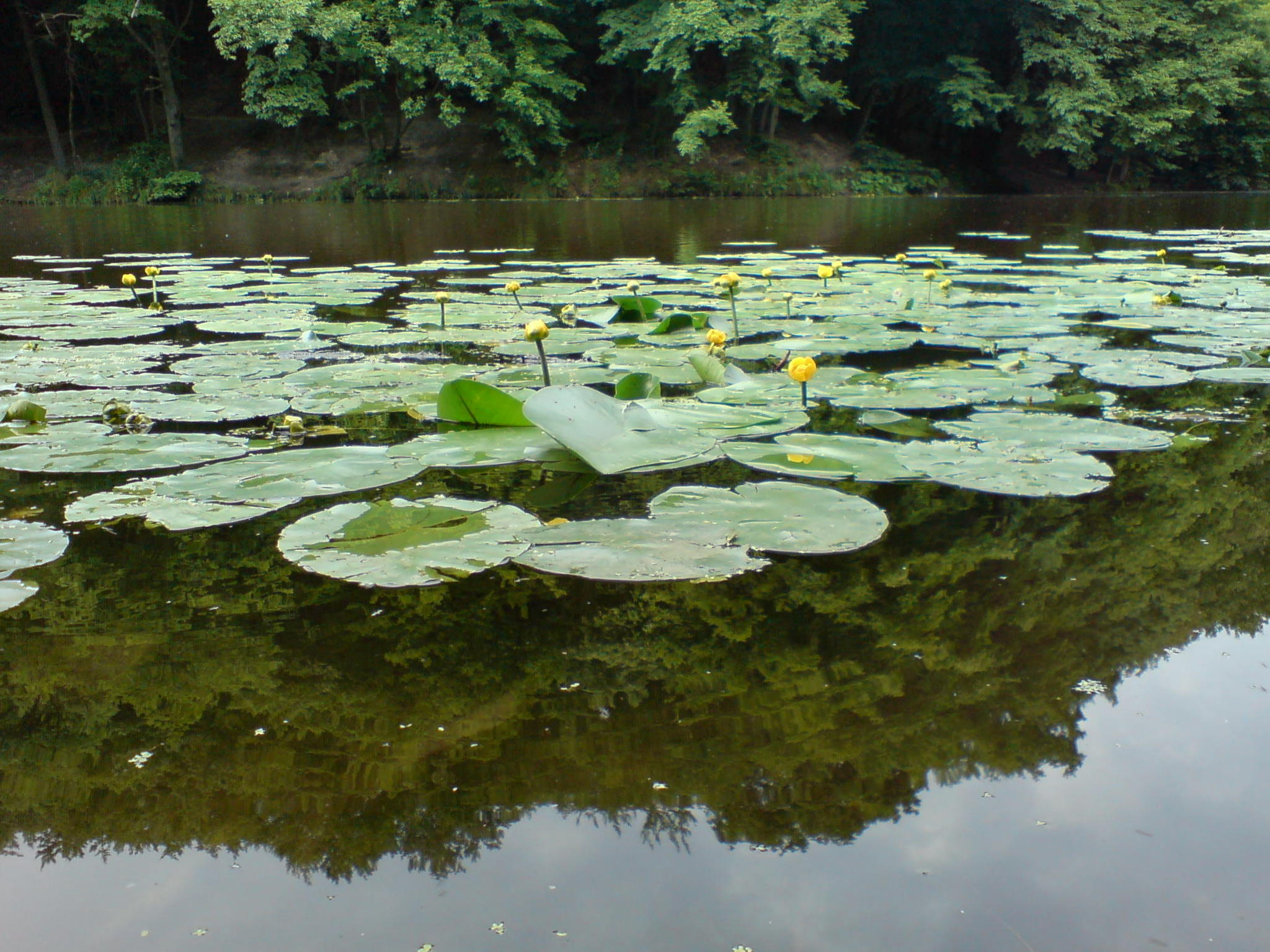
На Горіхуватських ставках цвіте латаття

Голосі́ївський парк імені Максима Рильського — парк у південній частині міста Києва, у Голосіївському районі, у місцевості Голосіїв, розташований вздовж Голосіївського проспекту.

## Історія
Закладений у 1957 році у північній частині Голосіївського лісу. Пам'ятка садово-паркового мистецтва загальнодержавного значення — з 1960 року. Площа — 140,9 га.
2007 року було утворено національний природний парк «Голосіївський» площею 4521,29 гектара з підпорядкуванням його Міністерству охорони навколишнього природного середовища України.

## Сучасний стан
Територія парку є частиною залишку природного лісу, що колись з півдня оточував Київ. Рельєф сильно розсічений. Композиційною віссю парку є каскад із чотирьох ставків площею близько 6 га, розміщений уздовж долини струмка Горіхуватка. На нижньому ставку (біля Голосіївської площі) влаштовано човнову станцію. У парку розміщені містечка атракціонів, дитячі майданчики, кафе, ресторани.
У 1964 році парку було присвоєно ім'я українського поета Максима Рильського (1895—1964), який у 1951—1964 роках жив і працював у будинку на Радянській вулиці (нині — вулиця Максима Рильського), розташованій поруч з парком (зокрема, у 1959 року вийшла поетична збірка Максима Рильського під назвою «Голосіївська осінь»). У 2003 році біля центрального входу до парку було відкрито пам'ятник Максиму Рильському (автори — скульптор Петро Остапенко та архітектор Олег Стукалов).
У 1941 році по території Голосіївського лісу проходила лінія оборони Києва. У 1965 році на території Голосіївського парку було встановлено пам'ятник учасникам оборони Києва 1941 року у вигляді гранітної стели (архітектор — Всеволод Суворов).
Проєктом нового Генерального плану Києва передбачено розширення територій національного природного парку «Голосіївський» на 1,7 тис. гектарів — до 12,7 тис. гектарів у межах міста.

## Галерея
|  |  |  |  |  |  |

|                   |  |  |  |  |  |
| Голосіївський ліс |  |  |  |  |  |